# C. Auguste Dupin

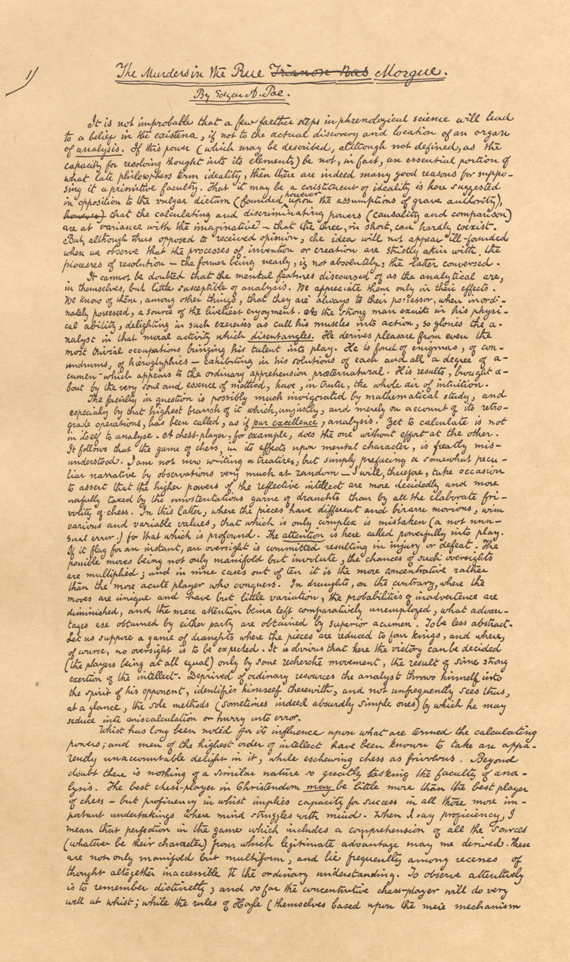
Facsimilul manuscrisului original al lui Poe pentru „Crimele din Rue Morgue”, prima apariţie a lui C. Auguste Dupin

Le Chevalier C. Auguste Dupin este un detectiv fictiv creat de Edgar Allan Poe. Dupin își face prima apariție în povestirea „Crimele din Rue Morgue” (1841) a lui Poe, considerată de majoritatea specialiștilor ca fiind prima povestire de literatură polițistă. El reapare în „Misterul lui Marie Rogêt” (1842) și „Scrisoarea furată” (1844).
Dupin nu este un detectiv profesionist și motivațiile sale pentru a rezolva misterele de pe parcursul celor trei povestiri se schimbă. Folosind ceea ce Poe a numit „raționament”, Dupin combină intelectul său considerabil cu imaginația creatoare, pătrunzând chiar în mintea criminalului. Talentele sale sunt suficient de puternice încât el se dovedește capabil să citească gândurile însoțitorului său, naratorul anonim al tuturor celor trei povestiri.
Poe a creat personajul Dupin înainte de a se inventa cuvântul detectiv. Personajul a pus bazele viitorilor detectivi fictivi, inclusiv a lui Sherlock Holmes și Hercule Poirot, și a stabilit cele mai multe dintre elementele comune ale genului ficțiunii de detectivi.

## Trecutul și caracterul personajului
Dupin provine dintr-o familie care a fost odată bogată, dar a sărăcit „în urma unui șir de evenimente nedorite” și a devenit mai umil, mulțumindu-se doar cu satisfacerea necesităților de bază ale vieții. El locuiește acum la Paris cu prietenul său apropiat, naratorul anonim al povestirilor. Cei doi s-au întâlnit din întâmplare în timp ce căutau amândoi „aceeași carte foarte prețioasă și rară”, într-o bibliotecă obscură. Această scenă, în care cele două personaje caută un text ascuns, servește ca metaforă pentru detectare. Ei se mută repede împreună într-un conac vechi situat în Faubourg Saint Germain. Ca hobbiuri, Dupin este pasionat de enigme, rebusuri și hieroglife. El poartă titlul de Chevalier, aceasta însemnând că este cavaler al Legiunii de Onoare. Dupin are unele trăsături ale viitorului gentleman detectiv, un tip de personaj care a devenit comun în Epoca de Aur a literaturii polițiste. El se cunoaște cu prefectul de poliție „G”, care apare cerându-i sfatul în toate cele trei povestiri.
Dupin este descris ca o mașină de gândire dezumanizată, un om al cărui unic interes este logica pură. Acest punct de vedere al lui Dupin servește ca un contrapunct la conceptul lui Poe de perversitate, introdus în „Demonul perversității”. Acest impuls nu întruchipează raționarea și, de fapt, îi determină pe oameni să acționeze într-un mod opus acelui sugerat de logică.
În „Crimele din Rue Morgue”, Dupin investighează uciderea unei mame și a unei fiice la Paris. El investighează o altă crimă în „Misterul lui Marie Rogêt”. Această povestire a fost inspirată din povestea adevărată a lui Mary Rogers, o vânzătoare la o tutungerie din Manhattan, al cărei corp a fost găsit plutind în râul Hudson, în anul 1841. Ultima apariție a lui Dupin, în „Scrisoarea furată”, prezintă o investigare a unei scrisori furate de la regina Franței. Poe a numit aceasta povestire „probabil, cea mai bună dintre povestirile mele de raționament”. De-a lungul celor trei povestiri, Dupin călătorește prin trei locuri diferite. În „Crimele din Rue Morgue”, el călătorește pe străzile orașului; în „Misterul lui Marie Rogêt”, el este în aer liber; în „Scrisoarea furată”, el este într-un spațiu privat închis.
Dupin nu este de fapt un detectiv profesionist și motivațiile lui se schimbă în cursul celor trei povestiri. În „Crimele din Rue Morgue”, el investighează crimele pentru amuzamentul personal și pentru a dovedi nevinovăția unui om acuzat pe nedrept. El refuză o recompensă financiară. Cu toate acestea, în „Scrisoarea furată”, Dupin urmărește intenționat o recompensă financiară.

## Metoda lui Dupin
„Dar dibăcia analistului se arată mai ales în cazurile ce stau dincolo de reguli. El face în tăcere o mulțime de observații și deducții.”—Edgar Allan Poe, 'Crimele din Rue Morgue'
În timp ce discuta metoda lui Dupin în funcție de logica lui Charles Sanders Peirce de a face presupuneri bune sau un raționament abductiv, Nancy Harrowitz citează mai întâi definiția analizei făcută de Poe și arată apoi cum „semioticianul Poe rulează aici o gamă de posibilități - concluzii, raționament invers, semne fonetice, materiale și vizuale, fețe citibile. Jucând cărți cu omul ar fi fost o experiență interesantă”.
Priceperea deductivă a lui Dupin este expusă pentru prima dată atunci când el citește gândurile naratorului prin urmărirea rațională a gândirii sale din ultimele cincisprezece minute. El folosește ceea ce denumește raționament (în engleză ratiocination). Metoda lui Dupin este să se identifice cu criminalul și să încerce să afle cum gândea acesta. Știind tot ceea ce știe criminalul, el poate rezolva orice crimă. Atitudinea lui față de viață pare să-l prezinte ca pe un snob, care simte că, datorită aptitudinii sale, interacțiunea și relațiile umane normale devin neinteresante. În această metodă, el combină logica științifică cu imaginația artistică. În calitate de observator, el acordă o atenție deosebită faptelor neintenționate cum ar fi ezitarea, dorința sau un cuvânt ocazional sau accidental.
Metoda lui Dupin subliniază, de asemenea, importanța de a citi și scrie: multe dintre indiciile sale provin din ziare sau din rapoarte scrise provenite de la prefect. Această metodă angajează, de asemenea, cititorul, care îl urmează prin citirea indiciilor.

## Inspirație
Poe ar fi luat numele „Dupin” de la un personaj dintr-o serie de povestiri publicate pentru prima dată în Burton's Gentleman's Magazine din 1828 și denumită „Unpublished passages in the Life of Vidocq, the French Minister of Police”. Numele implică, de asemenea, și „duping” sau amăgire, o abilitate pe care Dupin o arată în „Scrisoarea furată”. Literatura polițistă, totuși, nu a avut un precedent real și cuvântul detectiv nu fusese încă inventat atunci când Poe l-a introdus pentru prima dată pe Dupin. Cel mai apropiat exemplu din ficțiune este Zadig (1748) de Voltaire, în care personajul principal realizează fapte de analiză similare.
În scrierea seriei de povestiri cu Dupin, Poe a capitalizat interesul popular contemporan. Folosirea de către el a unui urangutan în „Crimele din Rue Morgue” a fost inspirată de reacția populară stârnită de un urangutan care a fost văzut în iulie 1839 în Masonic Hall din Philadelphia. În „Misterul lui Marie Rogêt”, el a folosit o poveste adevărată care a devenit de interes național.

## Semnificație și influență literară

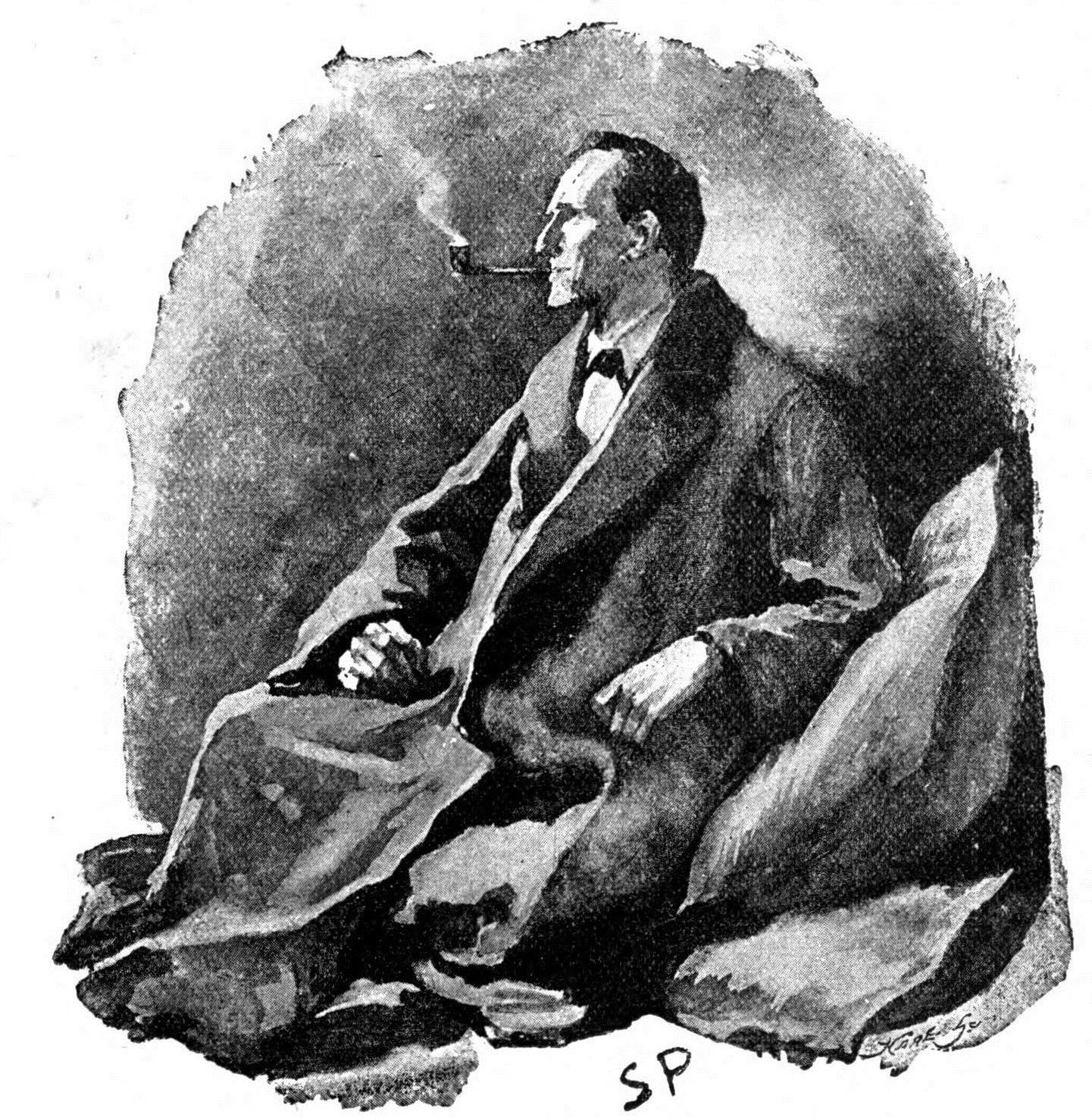
Sherlock Holmes a fost unul dintre detectivii fictivi influenţaţi de Dupin.

C. Auguste Dupin este recunoscut, în general, ca primul detectiv din literatură. Personajul a servit ca prototip pentru mai mulți detectivi care au fost creați mai târziu, inclusiv pentru Sherlock Holmes al lui Arthur Conan Doyle și Hercule Poirot al Agathei Christie. Doyle a spus odată: „Fiecare [dintre povestirile polițiste ale lui Poe] este o rădăcină din care s-a dezvoltat o întreagă literatură... Unde era povestirea polițistă până ce Poe i-a suflat viață în ea?”
Mai multe aspecte de limbaj literar care vor deveni elemente comune în literatura polițistă au apărut pentru prima dată în povestirile lui Poe: detectivul excentric, dar genial, polițiștii cu o gândire limitată, nararea la persoana întâi de către un prieten apropiat al personajului principal. Dupin inițiază, de asemenea, procedeul narativ prin care detectivul își anunță soluția și explică apoi raționamentul care a condus la aceasta. Ca și Sherlock Holmes, Dupin își folosește observarea și priceperea deductivă considerabilă pentru a rezolva crimele. Poe descrie poliția într-o manieră nesimpatetică ca un fel de element de contrast în comparație cu detectivul.
Personajul a contribuit la stabilirea genului de literatură polițistă, distinctă de literatura de mister, cu accent pe analiză și nu pe procedeul [[încercare și eroareîî. Brander Matthews a scris: „Adevărata povestire polițistă așa cum a conceput-o Poe nu este în misterul în sine, ci mai degrabă în etapele succesive prin care observatorul analitic reușește să rezolve problema care ar putea fi considerată ca fiind dincolo de elucidarea umană”. De fapt, în cele trei povestiri în care apare Dupin, Poe a creat trei tipuri de ficțiune detectivistică care a stabilit un model pentru toate povestirile viitoare: de tip fizic („Crimele din Rue Morgue”), mental („Misterul lui Marie Rogêt”) și o versiune echilibrată a ambelor („Scrisoarea furată”).
Fiodor Dostoievski l-a numit pe Poe „un scriitor extrem de talentat” și a scris recenzii favorabile pentru povestirile polițiste ale lui Poe. Personajul Porfiri Petrovici din romanul Crimă și pedeapsă al lui Dostoievski a fost influențat de Dupin.

## Alți scriitori

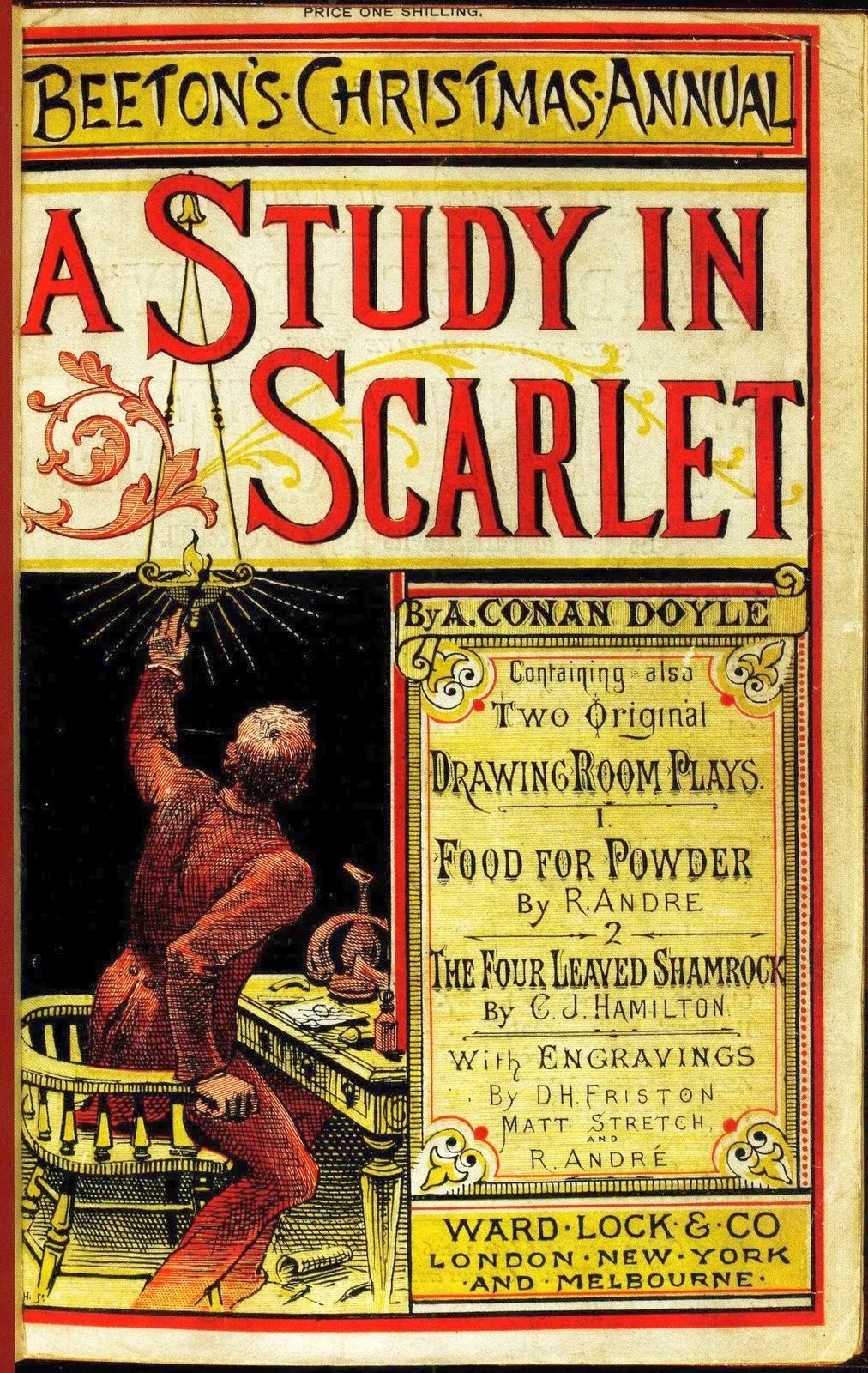
Un studiu în roşu (1887)

În prima povestire cu Sherlock Holmes, Un studiu în roșu (1887), doctorul Watson îl compară pe Holmes cu Dupin, la care Holmes răspunde: „Fără îndoială, te gândești că îmi faci un compliment comparându-mă cu Dupin... După părerea mea, totuși, Dupin este un tip inferior... a avut, fără îndoială, un oarecare geniu analitic, dar nu a fost în niciun caz un astfel de fenomen, așa cum a părut Poe a-și imagina”. Făcând aluzie la un episod din „Crimele din Rue Morgue”, în care Dupin deduce ce gândește prietenul său în ciuda faptului că cei doi au mers împreună în tăcere timp de un sfert de oră, Holmes remarcă: „Acest truc de a da buzna în gândurile prietenului său, cu o remarcă de apropo... este cu adevărat foarte ostentativă și superficială”. Cu toate acestea, Holmes a realizat mai târziu același „truc” asupra lui Watson în „Aventura cutiei de carton”.
Dupin apare apoi într-o serie de șapte povestiri din Ellery Queen's Mystery Magazine de Michael Harrison în anii 1960. Povestirile au fost colectate de editorii Mycroft & Moran în 1968 într-un volum intitulat The Exploits of Chevalier Dupin. Printre povestiri se află „The Vanished Treasure” (mai 1965) și „The Fires in the Rue St. Honoré” (ianuarie 1967). Această colecție a fost ulterior publicată în Anglia de către Tom Stacey în 1972 sub titlul „Murder In The Rue Royale” și a inclus alte cinci povestiri scrise de la publicarea inițială.
Dupin a avut un impact considerabil asupra personajului Hercule Poirot al Agathei Christie, introdus pentru prima dată în Misterioasa afacere de la Styles (1920). Mai târziu, detectivul fictiv a scris o carte despre Edgar Allan Poe în romanul Third Girl (1966).
The Man Who Was Poe, un roman de tinerețe al lui Avi, îl prezintă pe Dupin împrietenindu-se cu un băiat pe nume Edmund. Cei doi rezolvă împreună mistere în Providence, Rhode Island. Dupin este dezvăluit a fi Edgar Allan Poe însuși.
Romancierul George Egon Hatvary se folosește de Dupin ca detectiv și narator în romanul său The Murder of Edgar Allan Poe (1997). Dupin călătorește în America pentru a investiga circumstanțele morții misterioase ale lui Poe din 1849. În roman, Dupin și Poe au devenit prieteni când Poe a locuit la Paris în 1829, iar Poe a fost cel care l-a asistat pe Dupin în cele trei cazuri despre care a scris. Hatvary scrie că Dupin seamănă atât de mult cu Poe încât mai multe persoane îi confundă pe cei doi la prima vedere.
Dupin își face o apariție în primele două ediții ale cărții de benzi desenate The League of Extraordinary Gentlemen, Volume I (1999) a lui Alan Moore, ajutând la urmărirea și capturarea monstruosului domn Hyde (care trăiește în secret la Paris, după ce și-a înscenat moartea descrisă în The Strange Case of Dr Jekyll and Mr Hyde).
Dupin se aliază cu Contele de Monte-Cristo pentru a lupta cu Les Habits Noirs în povestirea The Kind-Hearted Torturer de John Peel publicată în antologia Tales of the Shadowmen, Vol. 1 (2005).
Căutarea „adevăratului Dupin” este în centrul romanului The Poe Shadow (2006) a lui Matthew Pearl.
Dupin își face o apariție, alături de Poe însuși, în romanul Edgar Allan Poe on Mars (2007) de Jean-Marc Lofficier & Randy Lofficier.
În Murder in the Madhouse (1935), primul din seria romanelor polițiste cu detectivul William Crane ale lui Jonathan Latimer, Crane se prezintă în sanatoriu ca C. Auguste Dupin. Povestirea conține mai multe referiri oblice în formă de elemente stilistice (crime în afara scenei, teoriile de deducție ale lui Crane), care sugerează că Poe a avut o influență asupra scrierii lui Latimer.
Dupin este personajul principal al volumului Les ogres de Montfaucon de Gérard Dôle (2004), o colecție de 13 povestiri polițiste a căror acțiune se petrece în secolul al XIX-lea, dintre care ultima (« Le drame de Reichenbach ») asigură o legătură cu Sherlock Holmes.
Alte apariții:
- The Black Throne de Roger Zelazny & Fred Saberhagen – un roman despre Poe, în care apare Dupin.
- The Work of Betrayal de Mario Brelich – Dupin investighează cazul misterios al lui Iuda Iscarioteanul.

Jorge Luis Borges îi aduce un omagiu lui Dupin al lui Poe în „Death and the Compass”, descriindu-și detectivul Erik Lönrott ca un detectiv de tipul lui „Auguste Dupin”. Aceasta este una dintre povestirile publicate de Borges în volumul Ficciones(1944). Borges a tradus, de asemenea, scrieri ale lui Poe în limba spaniolă.

## În alte medii
Un Pierre Dupin apare în filmul de groază Murders in the Rue Morgue (1932) realizat de Universal Pictures. The Mystery of Marie Roget a fost filmat în 1942. Dupin (interpretat de Joseph Cotten) este un personaj din filmul The Man with a Cloak (1951) regizat de Fletcher Markle. La sfârșitul filmului se dezvăluie faptul că adevărata identitate a lui Dupin este însuși Poe.
În serialul de benzi desenate Batman Confidential, este introdus un supercalculator al lui Batman de rezolvare a crimelor care este conectat la bazele de date ale Interpol, FBI și CIA. Cunoscut sub numele de „Bat Computer”, el este poreclit inițial „Dupin”, după „eroul” lui Batman.
Dupin a fost evidențiat în volumul 10 al Case Closed, ediția manga a „Gosho Aoyama's Mystery Library”, o secțiune de romane grafice (de obicei, ultima pagină), în care autorul introduce un detectiv diferit (sau ocazional un personaj negativ) din literatura polițistă, din filme sau din alte medii.